# Francis Eugene George
Francis Eugene George (Chicago, 16 gennaio 1937 – Chicago, 17 aprile 2015) è stato un cardinale e arcivescovo cattolico statunitense.

## Biografia
Nasce a Chicago, sede arcivescovile, il 16 gennaio 1937 da Francis J. George e Julia R. McCarthy.

### Formazione e ministero sacerdotale
Frequenta la Saint Pascal Grade School ed il seminario preparatorio di Saint Henry.
Il 14 agosto 1957 entra nella congregazione dei Missionari oblati di Maria Immacolata.
Il 21 dicembre 1963 è ordinato presbitero, nella chiesa di Saint Pascal, dal vescovo Raymond Peter Hillinger.
Studia teologia all'università di Ottawa, consegue, nel 1965, il diploma in filosofia presso l'Università Cattolica d'America e la laurea in filosofia americana presso la Tulane University di Ottawa. Nello stesso periodo insegna filosofia nel seminario degli oblati, nella Tulane University di New Orleans e nella Creighton University.
Dal 1973 al 1974 è superiore provinciale della Midwestern Province degli oblati. Dal 1974 al 1986 ricopre l'incarico di vicario generale dei Missionari oblati a Roma.
Ritornato in patria, dal 1987 al 1990 è coordinatore del "Circle of Fellows" del "Cambridge Center for the study of Faith and culture" a Cambridge (Massachusetts).
Nel 1988 consegue la laurea in sacra teologia alla Pontificia università urbaniana a Roma.

### Ministero episcopale e cardinalato
Il 10 luglio 1990 papa Giovanni Paolo II lo nomina vescovo di Yakima; succede a William Stephen Skylstad, precedentemente nominato vescovo di Spokane. Il 21 settembre successivo riceve l'ordinazione episcopale, nella chiesa della Santa Famiglia a Yakima, dall'arcivescovo Agostino Cacciavillan (poi cardinale), coconsacranti i vescovi Roger Lawrence Schwietz (poi arcivescovo) e William Stephen Skylstad. Durante la stessa celebrazione prende possesso della diocesi.
Il 30 aprile 1996 lo stesso pontefice lo nomina arcivescovo metropolita di Portland; succede a William Joseph Levada, precedentemente nominato arcivescovo coadiutore di San Francisco. Il 27 maggio prende possesso dell'arcidiocesi, nella cattedrale dell'Immacolata Concezione a Portland.
Il 7 aprile 1997 è nominato arcivescovo metropolita di Chicago da papa Giovanni Paolo II; succede al cardinale Joseph Louis Bernardin, deceduto il 14 novembre 1996. Il 7 maggio prende possesso dell'arcidiocesi, nella cattedrale del Santo Nome a Chicago.
Nel concistoro del 21 febbraio 1998 papa Giovanni Paolo II lo crea cardinale presbitero di San Bartolomeo all'Isola.
Durante la Quaresima del 2001 tiene gli esercizi spirituali per la Curia romana, davanti a papa Giovanni Paolo II.
Dopo essere stato, dal novembre 2004, vicepresidente della Conferenza dei vescovi cattolici degli Stati Uniti, il 13 novembre 2007 è eletto presidente della stessa; succede al vescovo William Stephen Skylstad. Il 16 novembre 2010 gli succede l'arcivescovo Timothy Dolan (poi cardinale).
Il 18 e il 19 aprile 2005 partecipa come cardinale elettore al conclave che porta all'elezione di papa Benedetto XVI, mentre il 12 e il 13 marzo 2013 a quello che porta all'elezione di papa Francesco.
Il 20 settembre 2014 papa Francesco accetta la sua rinuncia al governo pastorale dell'arcidiocesi di Chicago, presentata per raggiunti limiti di età e dopo un peggioramento delle sue condizioni di salute; gli succede Blase Joseph Cupich.
Il 17 aprile 2015 muore a Chicago all'età di 78 anni, dopo una lunga lotta contro il cancro che lo aveva colpito. Il 23 aprile l'arcivescovo Blase Joseph Cupich presiede i suoi funerali, nella cattedrale di Chicago; viene sepolto nella tomba di famiglia, nel cimitero di Tutti i Santi.
È stato uno dei cardinali che ha celebrato la Messa tridentina dopo la Riforma liturgica ed era considerato uno dei più attivi sostenitori della Messa tridentina fra l'episcopato statunitense.

## Genealogia episcopale e successione apostolica
La genealogia episcopale è:
- Cardinale Scipione Rebiba
- Cardinale Giulio Antonio Santori
- Cardinale Girolamo Bernerio, O.P.
- Arcivescovo Galeazzo Sanvitale
- Cardinale Ludovico Ludovisi
- Cardinale Luigi Caetani
- Cardinale Ulderico Carpegna
- Cardinale Paluzzo Paluzzi Altieri degli Albertoni
- Papa Benedetto XIII
- Papa Benedetto XIV
- Papa Clemente XIII
- Cardinale Giovanni Francesco Albani
- Cardinale Carlo Rezzonico
- Cardinale Antonio Dugnani
- Arcivescovo Jean-Charles de Coucy
- Cardinale Gustave-Maximilien-Juste de Croÿ-Solre
- Vescovo Charles-Auguste-Marie-Joseph Forbin-Janson
- Cardinale François-Auguste-Ferdinand Donnet
- Vescovo Charles-Emile Freppel
- Cardinale Louis-Henri-Joseph Luçon
- Cardinale Charles-Henri-Joseph Binet
- Cardinale Maurice Feltin
- Cardinale Jean-Marie Villot
- Cardinale Agostino Cacciavillan
- Cardinale Francis Eugene George, O.M.I.

La successione apostolica è:
- Vescovo Joseph Nathaniel Perry (1998)
- Arcivescovo George Joseph Lucas (1999)
- Arcivescovo Jerome Edward Listecki (2001)
- Vescovo Francis Joseph Kane (2003)
- Vescovo Thomas John Joseph Paprocki (2003)
- Arcivescovo Gustavo Garcia-Siller, M.Sp.S. (2003)
- Vescovo George James Rassas (2006)
- Vescovo Andrew Peter Wypych (2011)
- Vescovo Alberto Rojas (2011)
- Vescovo David John Malloy (2012)